# Gjuesjevo
Gjuesjevo (bulgariska: Гюешево) är ett distrikt i Bulgarien.   Det ligger i kommunen obsjtina Kjustendil och regionen Kjustendil, i den västra delen av landet, 80 km sydväst om huvudstaden Sofia.
I omgivningarna runt Gjuesjevo växer i huvudsak blandskog. Runt Gjuesjevo är det ganska tätbefolkat, med 60 invånare per kvadratkilometer.